# Musical Freedom
Musical Freedom (Musical Freedom Records desde 2014) é uma gravadora fundada em agosto de 2009 pelo DJ holandês e produtor Tiësto em cooperação com a gravadora independente Play It Again.

## Historia
Em agosto de 2009, Tiësto criou a Freedom  em cooperação com o rótulo independente Play It Again.
As principais faixas de maior sucesso lançadas pela gravadora foram "Maximal Crazy" de Tiësto, "C'mon (Catch 'Em by Surprise)" de Tiësto com o Diplo, "Epic" de Sandro Silva e Quintino, "Cannonball" de Showtek com Justin Prime, "Red Lights" e "Wasted" do Tiësto, "Secrets" do Tiësto com KSHMR e "L'amour toujours" (Tiësto Edit) com Dzeko & Torres.

## Artistas
| - 3LAU - Abel Ramos - Albert Neve - Alpharock - Alvaro - Baggi Begovic - Bassjackers - Blasterjaxx - Bobby Puma - Borgeous - Carnage - Chocolate Puma - CID - Curbi - Dada Life - DallasK - Danny Ávila - Dimitri Vegas & Like Mike - Don Diablo - DubVision - DVBBS - Dyro - Dzeko & Torres - Ephwurd - Firebeatz - FTampa - GTA - Hardwell - Henry Fong - HIIO - J-Trick - Jauz - Jetfire - Jewelz & Sparks - John Christian - Justin Prime | - Kenneth G - Konih - KSHMR - KURA - Lucky Charmes - Maestro Harrell - Martin Garrix - Mike Williams - Moska - MOTi - Nari & Milani - Nicky Romero - Oliver Heldens - Quintino - R3hab - Riggi & Piros - Sander van Doorn - Sandro Silva - Sidney Samson - Sigma - Sikdope - Showtek - Sultan + Ned Shepard - Sunnery James & Ryan Marciano - The Chainsmokers - Thomas Newson - Tiësto - Tommy Trash - Tony Junior - Twoloud - Ummet Ozcan - Vassy - Vida - Vintage Culture - W&W - ZAXX |